# Этология
Этоло́гия (др.-греч. ἦθος «характер» + -λογία «изучение») — наука о поведении животных, изучающая главным образом генетически обусловленное поведение (инстинкты) животных и эволюцию поведения. Также занимается составными частями инстинктивного поведения (потребность, ключевые стимулы, рефлексы и так далее), и определением их у людей. Этология, как натуралистическое исследование поведения животных в естественной среде, может рассматриваться как полевая дисциплина зоологии.
Тесно связана с зоологией, эволюционной биологией, физиологией, генетикой, сравнительной психологией, зоопсихологией, а также является неотъемлемой частью когнитивной этологии.
Первоначально этология противопоставлялась другим школам исследования поведения животных, делавшим упор на физиологические и психологические аспекты поведения (зоопсихология, бихевиоризм и другие).

## Происхождение названия и история
Термин «этология» взят из греческого языка: слово этос (др.-греч. ἦθος «нравы, характер, привычка, обычай»). Термин ввёл в 1859 году французский зоолог Изидор Жоффруа Сент-Илер. Философ Джон Стюарт Милль в своём труде «Система логики» (англ. А System of Logic; 1843) описал этологию как науку о том, как воспитание и социальная среда влияют на формирование личности.
Термин стал известен почти в современном виде в 1902 году в Англии благодаря работам американского энтомолога Уильяма Мортона Уилера. До этого термин использовался по-разному. Так, в XVII веке этологом называли актёра, изображающего человеческие характеры. В XVIII веке этология была равнозначна этике.
Этология окончательно сформировалась в 1930-е годы на базе полевой зоологии и эволюционной теории как наука о сравнительном описании поведения особи. Становление этологии связывают главным образом с работами Конрада Лоренца и Николаса Тинбергена, хотя они сами первоначально не называли себя этологами. Затем этот термин стал употребляться для того, чтобы различать специалистов по изучению животных в естественных условиях от сравнительных психологов и бихевиористов в США, работавших преимущественно аналитическими методами в лабораториях. Современная этология является междисциплинарной и имеет в себе физиологическую, эволюционную составляющие, наследие бихевиоризма.

## Четыре вопроса Тинбергена
Тинбергену принадлежит краткая формулировка основных проблем, вокруг которых должно концентрироваться внимание исследователей поведения. Согласно его определению, анализ поведенческого акта только в том случае можно считать полноценным, если исследователь пытается определить:
- Приспособительную функцию: как поведенческий акт влияет на способность животного выживать и оставлять потомство?
- Причину: какие воздействия запускают поведенческий акт?
- Развитие в онтогенезе: как поведение меняется с годами, в течение индивидуального развития (онтогенеза), и какой предыдущий опыт необходим для проявления поведения?
- Эволюционное развитие: каковы различия и сходства похожих поведенческих актов у родственных видов, и как эти поведенческие акты могли возникнуть и развиваться в процессе филогенеза?

## Известные этологи
| - Конрад Лоренц - Николас Тинберген - Уоллес Крейг - Надежда Ладыгина-Котс - Джейн Гудолл - Леонид Крушинский - Евгений Панов - Ричард Докинз - Курт Фабри | - Десмонд Моррис - Карл Фриш - Дайан Фосси - Виктор Дольник - Зоя Зорина - Жанна Резникова - Ясон Бадридзе - Марина Бутовская - Роберт Сапольски |